# 第1次フレデリクセン内閣
第1次フレデリクセン内閣（だい1じフレデリクセンないかく）は、2019年デンマーク総選挙に続き第3次ラース・ロッケ・ラスムッセン内閣を引き継ぎ、2019年6月27日に発足した。社会民主党からなる少数党政府である。この内閣は、赤緑連合 (デンマーク)、社会主義人民党、ラディケーリからの議会での支援に依存している。

## 大臣の一覧
内閣の構成は、次のとおりである。
| 役職                           | 画像 | 氏名                              | 政党                 | 任期                         |
| ------------------------------ | ---- | --------------------------------- | -------------------- | ---------------------------- |
| 首相                           |      | メッテ・フレデリクセン            | デンマーク社会民主党 | 2019年6月27日-               |
| 財務大臣                       |      | ニコライ・ヴァメン                | デンマーク社会民主党 | 2019年6月27日-               |
| 外務大臣                       |      | イェッペ・コフォズ                | デンマーク社会民主党 | 2019年6月27日-               |
| 法務大臣                       |      | Nick Hækkerup                     | デンマーク社会民主党 | 2019年6月27日-               |
| 社会問題と高齢者大臣           |      | Astrid Krag                       | デンマーク社会民主党 | 2019年6月27日-               |
| 税務大臣                       |      | Morten Bødskov                    | デンマーク社会民主党 | 2019年6月27日-               |
| 気候・エネルギー・公益事業大臣 |      | Dan Jørgensen                     | デンマーク社会民主党 | 2019年6月27日-               |
| 食品・農業・水産業大臣         |      | モーエンス・イェンセン            | デンマーク社会民主党 | 2019年6月27日-2020年11月18日 |
| 食品・農業・水産業大臣         |      | Rasmus Prehn                      | デンマーク社会民主党 | 2020年11月19日-              |
| 北欧協力大臣                   |      | モーエンス・イェンセン            | デンマーク社会民主党 | 2019年6月27日-2020年11月18日 |
| 北欧協力大臣                   |      | フレミング・メラー・モーテンセン  | デンマーク社会民主党 | 2020年11月19日-              |
| 保健大臣                       |      | Magnus Heunicke                   | デンマーク社会民主党 | 2019年6月27日-               |
| 運輸大臣                       |      | ベニー・エンゲルブレヒト          | デンマーク社会民主党 | 2019年6月27日-               |
| 開発協力大臣                   |      | Rasmus Prehn                      | デンマーク社会民主党 | 2019年6月27日-               |
| 開発協力大臣                   |      | フレミング・メラー・モーテンセン  | デンマーク社会民主党 | 2020年11月19日-              |
| 子供と教育大臣                 |      | パーニル・ローゼンクランツ-タイル | デンマーク社会民主党 | 2019年6月27日-               |
| 国防大臣                       |      | トゥリーネ・ブラムセン            | デンマーク社会民主党 | 2019年6月27日-               |
| 科学技術、 情報と高等教育大臣  |      | AneHalsboe-Jørgensen              | デンマーク社会民主党 | 2019年6月27日-2021年8月16日  |
| 科学技術、 情報と高等教育大臣  |      | イェスパー・ピーターセン          | デンマーク社会民主党 | 2021年8月16日-               |
| 産業・ビジネス・財務大臣       |      | シモン・コレルップ                | デンマーク社会民主党 | 2019年6月27日-               |
| 移民統合大臣                   |      | マティアス・テスファイ            | デンマーク社会民主党 | 2019年6月27日-               |
| 雇用平等大臣                   |      | Peter Hummelgaard Thomsen         | デンマーク社会民主党 | 2019年6月27日-               |
| 内務・住宅大臣                 |      | Kaare Dybvad                      | デンマーク社会民主党 | 2019年6月27日-               |
| 環境大臣                       |      | リア・ヴェルメリン                | デンマーク社会民主党 | 2019年6月27日-               |
| 文化・教会大臣                 |      | ジョイ・モーゲンセン              | デンマーク社会民主党 | 2019年6月27日-2021年8月16日  |
| 文化・教会大臣                 |      | AneHalsboe-Jørgensen              | デンマーク社会民主党 | 2021年8月16日-               |